# Brudstol

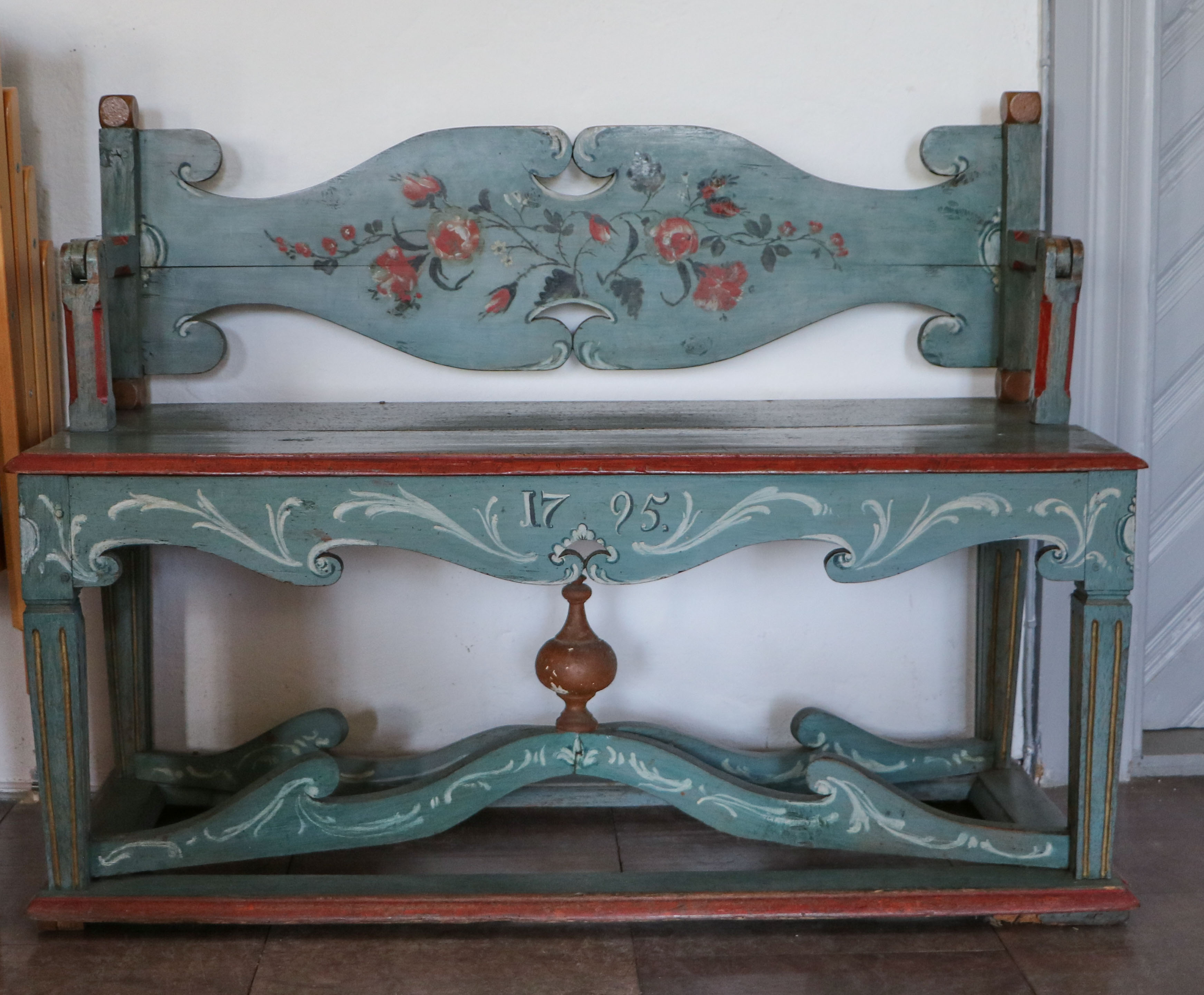
Brudstol i Norra Möckleby kyrka.

Brudstol (även kallad brudbänk) är en tidigmodern kyrkomöbel som i svenska kyrkor främst förekom under 1600-talet och 1700-talet.
Under vigseln satt brudparet på brudstolen, först vända mot altaret och därefter mot församlingen. Många brudstolar hade därför löstagbara ryggstöd. Det var också viktigt att brudstolen var vacker även när den betraktades bakifrån.
Under 1800-talet försvann seden att använda brudstol. Åtminstone i Dalarna tillverkades brudstolar ännu under 1800-talet.